# René Balcer
Pour les articles homonymes, voir Balcer.
 (février 2024).
 (mars 2021).
Si vous disposez d'ouvrages ou d'articles de référence ou si vous connaissez des sites web de qualité traitant du thème abordé ici, merci de compléter l'article en donnant les références utiles à sa vérifiabilité et en les liant à la section « Notes et références ».
René Balcer est né à Montréal, le 9 février 1954, est un scénariste et producteur canadien.

## Formation
Il a fréquenté le Lower Canada College à Montréal. Il a étudié l'écriture créative à l'Université Concordia sous la direction de la poétesse canadienne Deborah Eibel et a obtenu son baccalauréat des arts en Études de Communication à l'Université Concordia en 1978. Pendant ses études, il a suivi un séminaire avec Jean-Luc Godard et a travaillé comme l'assistant du réalisateur John Huston pendant le tournage d'Angela. Il a commencé sa carrière médiatique en couvrant la Guerre du Kippour en 1973 en tant que cadreur. Il a ensuite travaillé comme journaliste, monteur et critique de cinéma pour diverses publications canadiennes et a réalisé des films documentaires à l'Office national du film du Canada. En 1980, il a déménagé à Los Angeles, où il a collaboré avec le réalisateur Monte Hellman sur plusieurs projets de films. Il a ensuite écrit des scénarios pour divers producteurs de films, dont Francis Coppola, Lawrence Gordon (producteur), Steve Tisch, Michael Gruskoff, Martin Poll et Mace Neufeld. En 1988, il a aidé à adapter la pièce Midnight Moon at the Greasy Spoon de Miguel Piñero pour la radio KCRW, avec Ed Asner et Peter Falk. En 1989, il écrit son premier projet télévisé, le film de la semaine Out on the Edge qui remporte le prix d'excellence de l'American Psychological Association. Cela a conduit à des travaux d'écriture sur d'autres films de la semaine et pour la série Star Trek: The Next Generation, Capital News, Veronica Clare et Nasty Boys.

## Carrière
Balcer est connu pour avoir écrit et présenté la série télévisée Law & Order, et pour avoir créé et présenté sa série dérivée Law & Order: Criminal Intent. Il a été embauché en tant que rédacteur en chef de la première saison de Law & Order en 1990, devenant showrunner dans la septième saison de la série en 1996. Au cours de son mandat en tant que showrunner, Law & Order a remporté l'Emmy de la série dramatique exceptionnelle; est devenu un drame parmi les dix premiers dans les cotes d'écoute de Nielsen ; a été syndiqué à TNT Network dans le cadre d'un accord qui était à l'époque la vente de séries hors réseau la plus chère jamais vendue au câble ; a reçu un ramassage sans précédent de cinq saisons de NBC ; et à égalité Gunsmoke pour la plus longue série télévisée.
Balcer a remporté un Emmy Award en 1997 en tant que showrunner et producteur exécutif de Law & Order. Il a également remporté un Peabody Award, un Writers Guild of America Award, quatre Mystery Writers of America Edgar Awards (trois pour ses écrits pour Law & Order et un quatrième pour Law & Order: Criminal Intent), un Career Award de du Festival International de Télévision de Reims, et un Career Angie Award du Festival International des Écrivains de Mystères.
Son travail a été reconnu en dehors de la communauté du divertissement: en 1999 et 2000, il a reçu le Silver Gavel Award de l'American Bar Association pour ses épisodes «DWB» et «Hate» de Law & Order; en 2004, il a reçu un Margaret Sanger Award de Planned Parenthood pour son épisode Law & Order: Criminal Intent "The Third Horseman"; en 2010, il a reçu le prix Champion of Justice de l'Alliance for Justice, basée à Washington, pour son travail sur l'épisode de Law & Order "Memo from the Dark Side". En 2004, il a reçu l'Alumnus of the Year de l'Université Concordia. Le 17 novembre 2008, il a reçu un doctorat honorifique en droit (LLD) de Concordia lors de leur collation des grades d'automne et a prononcé le discours de lancement.
Balcer a reçu des distinctions supplémentaires, notamment avoir été nommé Colonel du Kentucky par le gouverneur du Kentucky Steve Beshear en 2008; dans l'épisode de la saison cinq des The Sopranos, "In Camelot", l'ami écrivain de Chris JT (joué par Tim Daly) dit à Chris qu'il a une réunion avec René Balcer au sujet d'un travail d'écriture. L'altercation de Balcer avec un employé de Fox lors de la grève de la Writers Guild le 10 janvier 2008 est devenue le sujet d'une blague de David Letterman lors de son monologue le 12 janvier 2008. Au North Dakota Museum of Art, les épisodes de Balcer's Law & Order sont joués dans une boucle continue dans l'installation Barton Benes Period Room: 21st Century Artist Studio.
En octobre 2009, Balcer a été attaqué par des blogueurs de droite pour un épisode de Law & Order sur la politique d'interrogatoire renforcé de l'administration Bush. Écrivant dans Breitbart News, l'ancienne star de Law & Order Michael Moriarty a accusé Balcer d'être un "agent provocateur marxiste". Balcer a déclaré à propos des attaques: «Ce que beaucoup de ces critiques ne réalisent pas, c'est que Law & Order a toujours été un délinquant d'opportunité, et si une administration démocrate avait mis en œuvre cette politique (de torture) méprisable, notre émission les aurait pris à partie pour cela."
Balcer a été showrunner pour Law & Order: Criminal Intent jusqu'à la cinquième saison. En mars 2007, Balcer est revenu à Law & Order à la fin de sa 17e saison en tant que producteur exécutif et scénariste en chef. Il a continué en tant que showrunner tout au long de la 20e et dernière saison de la série, écrivant et réalisant la finale de la série "Rubber Room", que le The New York Times a qualifiée de "meilleure finale de toutes" de la série télévisée de cette saison. En juin 2010, il a été embauché en tant que showrunner du spin-off Law & Order, Law & Order: Los Angeles. LOLA, comme on l'appelait, a été annulée après une saison, Balcer écrivant et réalisant à nouveau la finale de la série. Balcer a ensuite réécrit la finale de la série Law & Order Criminal Intent, mettant ainsi fin à sa longue association avec la franchise Law & Order.
En 2012, Balcer a créé la série Jo, un drame policier en anglais se déroulant à Paris et mettant en vedette Jean Reno, Wunmi Mosaku et Celyn Jones. Tournée à Paris, la série de huit épisodes a été créée internationalement en janvier 2013. En 2013, il a été showrunner et producteur exécutif du pilote de CBS, The Ordained, avec Charlie Cox.
En 2013, Balcer a réalisé deux courtes vidéos: Watching Tea Leaves in Shanxi, a été tournée en Chine et est une méditation zen sur la dynamique des feuilles de thé dans un fluide, la vidéo est disponible sur Vimeo et YouTube ; l'autre, Blue Sky, a été tourné à Nice, en France et est une "pièce zen déjantée" mettant en vedette la musique d'un compositeur chinois contemporain Huang Ruo, la vidéo est disponible sur Vimeo et YouTube.
En 2015, Balcer a écrit et produit For Justice, un pilote pour CBS réalisé par Ava DuVernay, et a développé une série sur le monde du porno au début des années 1980 avec Owen Wilson pour la chaîne Starz intitulée WonderWorld. En 2016, la CBC et la NBC ont donné le feu vert au thriller environnemental de Balcer, The Council, qui se déroule dans l'Arctique canadien.
En 2017, Balcer a co-réalisé, co-écrit et produit le documentaire Above the Drowning Sea, narré par Julianna Margulies et Tony Goldwyn. Le documentaire raconte l'histoire épique de milliers de réfugiés juifs autrichiens qui ont échappé à l'Holocauste et ont trouvé refuge à Shanghai. Le film a été sélectionné en sélection officielle dans 31 festivals de films internationaux, remportant le Golden Dragon Award du meilleur documentaire au Ferrara Film Festival ainsi que d'autres prix et nominations dans d'autres festivals.
Au cours de l'été 2017, Balcer a écrit et produit la série limitée Law & Order True Crime:The Menendez Murders, une version kaléidoscopique des meurtres notoires de 1989 des mondains de Beverly Hills par leurs fils. Créée par Balcer, la série met en vedette Edie Falco, Miles G. Villanueva, Gus Halper, Heather Graham, Josh Charles, Elizabeth Reaser et Anthony Edwards. La série de huit épisodes a été diffusée à l'automne 2017 sur NBC.
En 2019, Balcer a créé FBI: Most Wanted. La série met en vedette Julian McMahon, Kellan Lutz, Keisha Castle-Hughes, Roxy Sternberg et Nathaniel Arcand et a été diffusée en première sur CBS le 7 janvier 2020. C'était le nouveau drame le mieux noté de cette saison. FBI: Most Wanted a été renouvelé pour une troisième saison le 24 mars 2021.
Balcer a fait partie du jury de la meilleure série dramatique au Festival de Télévision de Monte-Carlo 2013 et du jury de la meilleure minisérie ou film télévisé au Festival de Télévision de Shanghai 2014.
Balcer est un cousin éloigné de l'actrice Alana de la Garza, partageant un parent commun Juan Cortina, un héros folklorique mexicain connu sous le nom de "Rio Grande Robin Hood". 

## Autres activités
À l'été 2011, Balcer a collaboré avec l'artiste chinois Xu Bing sur une œuvre d'art qui faisait partie de l'exposition Tobacco Project Virginia de Xu Bing au Virginia Museum of Fine Arts en septembre de la même année. Le Washington Post a nommé Tobacco Project Virginia comme l'une des dix meilleures expositions d'art de 2011. La contribution de Balcer – un poème intitulé Backbone utilisant les noms de marque des plantations de tabac de Virginie en hommage aux femmes noires esclaves qui cueillaient le tabac – a été intégrée par Xu Bing dans une installation. L'œuvre fait désormais partie de la collection permanente du VMFA.
Balcer a ensuite transformé le poème en une chanson de blues, Backbone (Mattawin Music), mettant en vedette les artistes de blues Captain Luke au chant et Big Ron Hunter à la guitare et produit par Michael Sackler-Berner. Backbone a été exposé au Aldrich Museum of Contemporary Art dans le Connecticut en 2012, au Taipei Fine Arts Museum et à l'Asia Society Hong Kong Center en 2014, au Los Angeles County Museum of Art en 2015 au SCADA en 2015- 16, et au Ullens Center for Contemporary Art à Pékin à l'automne 2018. Balcer a produit un film documentant le projet Tobacco de Xu Bing: Virginia (2011).
En 2006, Balcer a fait don d'une collection d'œuvres de l'artiste japonais Hasui Kawase au Virginia Museum of Fine Arts. La Collection René et Carolyn Balcer comprend quelque 800 œuvres et comprend des gravures sur bois, des aquarelles, des écrans, des croquis et d'autres œuvres et écrits de Hasui. Une exposition majeure de la collection, Hasui: Water & Shadow, a ouvert ses portes au VMFA en novembre 2014 et s'est déroulée jusqu'en mars 2015.
En 2010, à travers sa Mattawin Company, Balcer a parrainé la publication d'un catalogue en 13 volumes des œuvres du Wuming (No Name) Group, une coopérative d'artistes chinois clandestins pendant la révolution culturelle. À l'automne 2011, Balcer et sa femme Carolyn ont organisé et parrainé l'exposition Blooming in the Shadows: Unofficial Chinese Art 1974-1985 au China Institute de New York, présentant des œuvres des groupes d'artistes expérimentaux Wuming, Stars et Grass. Une plus grande itération de l'exposition, Light Before Dawn, a ouvert ses portes au nouveau Asia Society Museum de Hong Kong en mai 2013,.
L'exposition était accompagnée d'un nouveau documentaire écrit et produit par Balcer, The No Name Painting Association, sur le Wuming Group. Le documentaire a fait l'objet d'une sélection officielle dans une trentaine de festivals aux États-Unis, au Canada, en Europe et en Australie, recueillant une dizaine de prix et nominations.
En 2011, Mattawin a parrainé la publication d'un livre de photographies de l'artiste chinois Ai Weiwei, Ai Weiwei New York 1983-1993. En 2014, il a parrainé l'exposition d'art Oil and Water: Reinterpreting Ink au Museum of Chinese in America de New York.
Mattawin a également co-publié A Token of Elegance (2015), une enquête historique et photographique sur les fume-cigarettes en tant qu'objets d'art ; Chow! Secrets of Chinese Cooking (2020), une édition mise à jour d'un classique intemporel sur la cuisine et la culture chinoises et lauréat d'un Gourmand World Cookbook Award 202 ; et les biographies historiques Kuo Ping-Wen, Scholar, Reformer, Statesman (2016) et CT Wang: Regarder en arrière et regarder en avant (2008).
Balcer a contribué des essais à Impressions: The Journal of the Japanese Art Society of America, et It Begins with Metamorphosis: Xu Bing.

## Filmographie

### Court-métrage
- 1976 : Averbach Vs. Zak
- 1976 : Solid State
- 1978 : Turcot Interchange
- 1979 : Twist of Fate
- 2011 : Xu Bing Tobacco Project Virginia
- 2013 : The No Name Painting Association
- 2013 : Watching Tea Leaves in Shanxi
- 2013 : Blue Sky
- 2016 : Big Orange Predator
- 2017 : The Legend of Embroidery

### Cinéma
- 1989 : Out on the Edge
- 1990 : Solar Crisis
- 1994 : The Crow
- 1995 : Judge Dredd
- 2017 : Above The Drowning Sea

### Télévision

#### Séries télévisées
- 1990 : Nasty Boys
- 1990–2010  Law & Order
- 1992 : Star Trek : La Nouvelle Génération
- 1995 : People V
- 1997 : Mission Protection Rapprochée
- 1999 : Law & Order: Special Victims Unit
- 2000 : Hopewell
- 2001–2011 : Law & Order: Criminal Intent
- 2007–2008 : Paris Criminal Inquiries
- 2007–2009 : Law & Order Criminal Intent Russia
- 2009–2014 : Law & Order: UK
- 2011 : Los Angeles, police judiciaire
- 2013 : The Ordained
- 2013 : Jo
- 2015 : For Justice
- 2017 : Law & Order True Crime: The Menendez Murders
- 2019 : FBI
- 2020 : FBI: Most Wanted

#### Téléfilms
- 1990 : Solar Crisis
- 2006 : Proof of Lies

## Prix et nominations
- Emmy Award
  - 1994 Nomination pour Best Drama Series Law & Order comme Producer
  - 1995 Nomination pour Best Drama Series Law & Order comme Supervising Producer
  - 1996 Nomination pour Best Drama Series Law & Order comme Co-Executive Producer
  - 1997 Prix pour Best Drama Series Law & Order comme Executive Producer
  - 1998 Nomination pour Best Drama Series Law & Order comme Executive Producer
  - 1999 Nomination pour Best Drama Series Law & Order comme Executive Producer
  - 2000 Nomination pour Best Drama Series Law & Order comme Executive Producer
- Writers Guild of America
  - 1998 Prix pour Best Episode Episodic Drama
  - 2000 Nomination pour Best Episode Episodic Drama
- Peabody Award : 1997 Prix pour Law & Order
- Golden Globes
  - 1998 Nomination pour Best Television Series - Drama Law & Order comme Executive Producer
  - 1999 Nomination pour Best Television Series - Drama Law & Order comme Executive Producer
- Edgar Award – Mystery Writers of America
  - 1993 Prix pour Best Television Episode + 1 Nomination
  - 1994 Nomination pour Best Television Episode
  - 1995 Nomination pour Best Television Episode
  - 1998 Deux Nominations pour for Best Television Episode
  - 1999 Prix pour Best Television Episode
  - 2000 Prix pour Best Television Episode + 2 Nominations
  - 2003 Nomination pour Best Television Episode
  - 2004 Nomination pour Best Television Episode
  - 2005 Prix pour Best Television Episode + 3 Nominations
- Producers Guild of America Award : 1997 Prix pour Outstanding Producer of Episodic Television
- American Psychological Association : 1989 Award of Excellence
- Advocates for Youth : 1995 Nancy Susan Reynolds Award
- International Monitor Award : 1999 Best Achievement for Film Originated Television Series
- ABA Silver Gavel Award for the Media & the Arts : 
  - 1999 Silver Gavel Award for Television
  - 2000 Silver Gavel Award for Television
- Planned Parenthood : 2004 Margaret Sanger Award
- Banff Television Festival : 2006 Nomination pour Banff Rockie Award for Best Television Series
- Reims International Television Festival
  - 2006 Best Series or Serial
  - 2006 Career Award
- International Mystery Writers Festival : 2010 Career Angie Award
- Alliance for Justice : 2010 Champion of Justice Award
- Alliance for Children's Rights : 2010 National Champion for Children Award
- Indie Fest : 2013 Award of Merit for Best Documentary Short
- California International Shorts Festival : 2013 Prix pour Best Documentary Short
- Accolade Competition : 2013 Award of Merit for Best Short Documentary
- Best Shorts Competition : 2013 Award of Excellence for Best Short Documentary
- Kansas City Film Festival : 2014 Prix pour Best US/International Short Documentary
- Richmond International Film Festival : 2014 Best of Festival for Documentary Short Film
- USA Film Festival : 2014 Nomination pour Grand Prize Best Documentary Short
- Williamsburg Independent Film Festival : 2014 Distinctive Honors for Best Documentary Short
- Portsmouth International Film Festival : 2014 Prix pour Best Short Documentary
- Madrid International Film Festival
  - 2014 Nomination pour Best Documentary Short
  - 2018 Nomination pour Best Director of a Feature Documentary
  - 2018 Nomination pour Scientific and Educational Award
- Miami Film Festival : 2018 Nomination pour Knight Documentary Achievement Award
- Pasadena International Film Festival : 2018 Nomination pour Best Documentary
- Ferrara Film Festival :
  - 2018 Golden Dragon Award for Best Documentary
  - 2018 Nomination pour Best Cinematography for a Feature
- New Jersey International Film Festival : 2018 Honorable Mention, Best Documentary
- Hamilton Film Festival : 2018 Best Documentary
- Sunrise Film Festival : 2019 Best Documentary
- Columbus International Film & Video Festival : 2019 Honorable Mention for Best Documentary